# Women's National Basketball Association 2001
La Women's National Basketball Association 2001 è stata la quinta edizione della lega professionistica statunitense.
Vi partecipavano sedici franchigie, divise in due conference. Al termine della stagione regolare (32 gare), le prime quattro di ogni raggruppamento si giocavano in semifinali e finali il titolo della conference; le due vincenti giocavano la finale WNBA.
Il titolo è stato conquistato per la prima volta dalle Los Angeles Sparks. Le californiane hanno eliminato in semifinale di conference le campionesse in carica delle Houston Comets, condotte dalla Most Valuable Player Lisa Leslie.

## Stagione regolare

### Eastern Conference
|  |    | Classifica finale 2001 | Pt | G  | V  | P  | PtF | PtS |
|  | -- | ---------------------- | -- | -- | -- | -- | --- | --- |
|  | 1. | Cleveland Rockers      | -  | 32 | 22 | 10 | -   | -   |
|  | 2. | New York Liberty       | -  | 32 | 21 | 11 | -   | -   |
|  | 3. | Miami Sol              | -  | 32 | 20 | 12 | -   | -   |
|  | 4. | Charlotte Sting        | -  | 32 | 18 | 14 | -   | -   |
|  | 5. | Orlando Miracle        | -  | 32 | 13 | 19 | -   | -   |
|  | 6. | Indiana Fever          | -  | 32 | 10 | 22 | -   | -   |
|  | 7. | Washington Mystics     | -  | 32 | 10 | 22 | -   | -   |
|  | 8. | Detroit Shock          | -  | 32 | 10 | 22 | -   | -   |

### Western Conference
|  |    | Classifica finale 2001 | Pt | G  | V  | P  | PtF | PtS |
|  | -- | ---------------------- | -- | -- | -- | -- | --- | --- |
|  | 1. | Los Angeles Sparks     | -  | 32 | 28 | 4  | -   | -   |
|  | 2. | Sacramento Monarchs    | -  | 32 | 20 | 12 | -   | -   |
|  | 3. | Utah Starzz            | -  | 32 | 19 | 13 | -   | -   |
|  | 4. | Houston Comets         | -  | 32 | 19 | 13 | -   | -   |
|  | 5. | Phoenix Mercury        | -  | 32 | 13 | 19 | -   | -   |
|  | 6. | Minnesota Lynx         | -  | 32 | 12 | 20 | -   | -   |
|  | 7. | Portland Fire          | -  | 32 | 11 | 21 | -   | -   |
|  | 8. | Seattle Storm          | -  | 32 | 10 | 22 | -   | -   |

## Play-off
|  | Semifinali Conference | Semifinali Conference | Semifinali Conference | Semifinali Conference | Semifinali Conference |  |  | Finali Conference | Finali Conference | Finali Conference | Finali Conference | Finali Conference |    |    | Finali WNBA     | Finali WNBA     | Finali WNBA     | Finali WNBA | Finali WNBA |  |
|  |                       |                       |                       |                       |                       |  |  |                   |                   |                   |                   |                   |    |    |                 |                 |                 |             |             |  |
|  | 1EC                   | Cleveland Rockers     | 46                    | 69                    | 64                    |  |  |                   |                   |                   |                   |                   |    |    |                 |                 |                 |             |             |  |
|  | 4EC                   | Charlotte Sting       | 53                    | 51                    | 72                    |  |  | Charlotte Sting   | Charlotte Sting   | 57                | 62                | 48                |    |    |                 |                 |                 |             |             |  |
|  | 2EC                   | N.Y. Liberty          | 62                    | 50                    | 72                    |  |  | N.Y. Liberty      | N.Y. Liberty      | 61                | 53                | 44                |    |    |                 |                 |                 |             |             |  |
|  | 3EC                   | Miami Sol             | 46                    | 53                    | 61                    |  |  |                   |                   |                   |                   |                   |    |    | Charlotte Sting | Charlotte Sting | Charlotte Sting | 66          | 54          |  |
|  | 1WC                   | L.A. Sparks           | L.A. Sparks           | 64                    | 70                    |  |  |                   |                   | L.A. Sparks       | L.A. Sparks       | L.A. Sparks       | 75 | 82 |                 |                 |                 |             |             |  |
|  | 4WC                   | Houston Comets        | Houston Comets        | 59                    | 58                    |  |  | L.A. Sparks       | L.A. Sparks       | 74                | 60                | 93                |    |    |                 |                 |                 |             |             |  |
|  | 2WC                   | Sacramento Mon.s      | Sacramento Mon.s      | 89                    | 71                    |  |  | Sacramento Mon.s  | Sacramento Mon.s  | 73                | 80                | 62                |    |    |                 |                 |                 |             |             |  |
|  | 3WC                   | Utah Starzz           | Utah Starzz           | 65                    | 66                    |  |  |                   |                   |                   |                   |                   |    |    |                 |                 |                 |             |             |  |

## Vincitore
| Campione WNBA 2001             |
| ------------------------------ |
| Los Angeles Sparks (1º titolo) |

## Statistiche
| Categoria             | Giocatore        | Squadra             | Stat |
| --------------------- | ---------------- | ------------------- | ---- |
| Punti per gara        | Katie Smith      | Minnesota Lynx      | 23,1 |
| Rimbalzi per gara     | Yolanda Griffith | Sacramento Monarchs | 11,2 |
| Assist per gara       | Ticha Penicheiro | Sacramento Monarchs | 7,5  |
| Palle rubate per gara | Debbie Black     | Miami Sol           | 2,6  |
| Stoppate per gara     | Margo Dydek      | Utah Starzz         | 3,5  |
| FG%                   | Latasha Byears   | Los Angeles Sparks  | 60,2 |
| FT%                   | Elena Baranova   | Miami Sol           | 93,0 |
| 3FG%                  | Jennifer Azzi    | Utah Starzz         | 51,3 |

## Premi WNBA
- WNBA Most Valuable Player: Lisa Leslie, Los Angeles Sparks
- WNBA Defensive Player of the Year: Debbie Black, Miami Sol
- WNBA Coach of the Year: Dan Hughes, Cleveland Rockers
- WNBA Rookie of the Year: Jackie Stiles, Portland Fire
- WNBA Most Improved Player: Janeth, Houston Comets
- WNBA Finals Most Valuable Player: Lisa Leslie, Los Angeles Sparks

- All-WNBA First Team:
  - Janeth, Houston Comets
  - Merlakia Jones, Cleveland Rockers
  - Lisa Leslie, Los Angeles Sparks
  - Katie Smith, Minnesota Lynx
  - Natalie Williams, Utah Starzz
- All-WNBA Second Team:
  - Tamecka Dixon, Los Angeles Sparks
  - Yolanda Griffith, Sacramento Monarchs
  - Chamique Holdsclaw, Washington Mystics
  - Ticha Penicheiro, Sacramento Monarchs
  - Tina Thompson, Houston Comets